# 卡爾萬達 (北卡羅萊納州)
卡爾萬達（英語：Calvander）是位於美國北卡羅萊納州奧蘭治縣的非建制地區。

## 地理
卡爾萬達所處的海拔為高於海平面167米（即548英呎），而該地所採用的時區為UTC-5，即北美东部时区（EST）。同時該地設有夏令時間，為UTC-5調快一小時，即UTC-4（EDT）。